# ORP Błyskawica

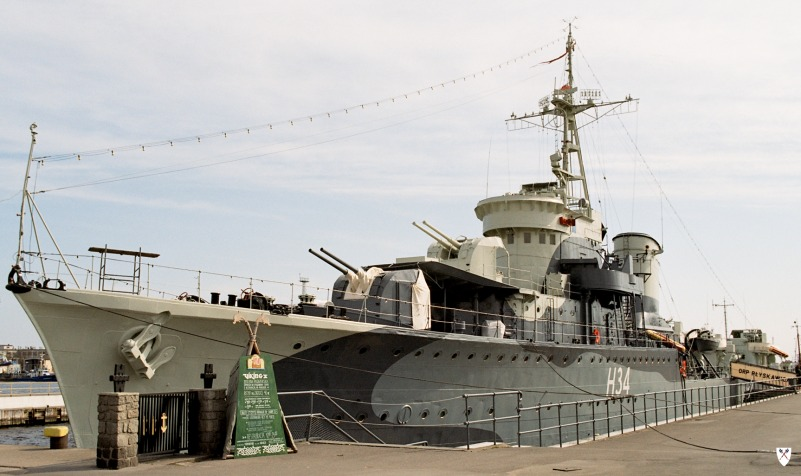
Den polska jagaren Błyskawica i Gdynia

ORP Błyskawica är en polsk jagare av Grom-klass som deltog i andra världskriget. Idag är fartyget ett museifartyg i Gdynia. Fartyget kölsträcktes den 1 oktober 1935 vid skeppsvarvet J. Samuel White & Company i Cowes på Isle of Wight, och sjösattes den 1 oktober 1936. Under andra världskriget deltog Błyskawica bland annat i slaget om Narvik, där Błyskawicas systerskepp ORP Grom sänktes. Senare deltog fartyget i operation Dynamo, den allierade evakueringen av Dunkerque. Under återstoden av kriget fungerade fartyget i allierad konvojtjänst. Det är det enda skepp ur polska flottan som har tilldelats den militära utmärkelsen Virtuti Militari.